# Johannes van Walbeeck

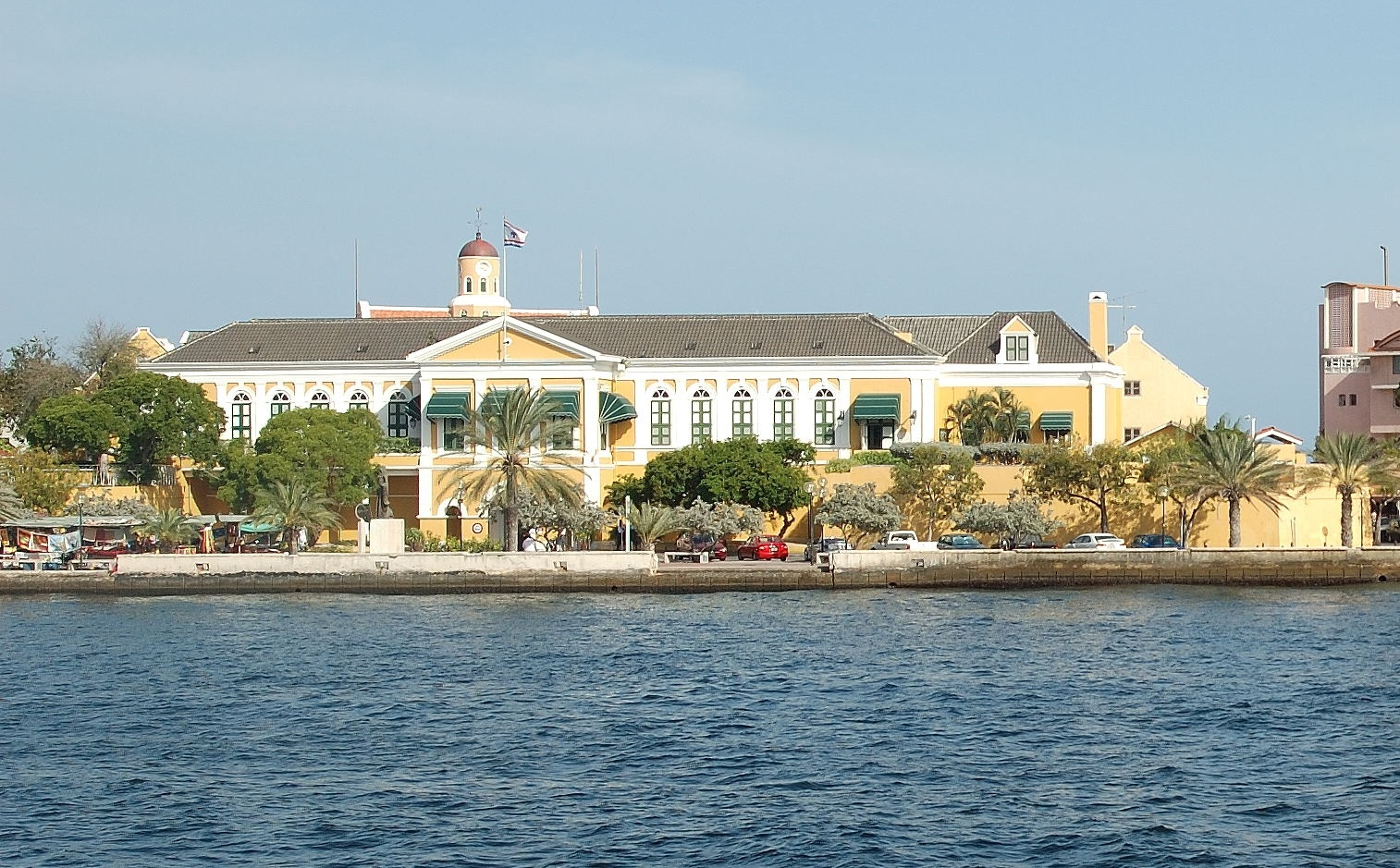
Fort Amsterdam

Johannes van Walbeeck (Amsterdam, 15 augustus 1602 - ?, na oktober 1649) was een cartograaf en navigator in dienst van de WIC. Hij was bestuurder in Nederlands Brazilië, veroverde in 1634 Curaçao op de Spanjaarden en werd de eerste gouverneur van de Nederlandse Antillen.

## Biografie

### Holland
Van Walbeeck zou de zoon kunnen zijn geweest van Jacques van Walbeeck en Weijntje van Foreest. Hij studeerde enige tijd aan de Universiteit van Leiden. In 1624 maakte Van Walbeeck deel uit van de zogenaamde Nassause vloot, onder Jacques l'Hermite, een onderneming waar de West-Indische Compagnie buiten stond. Het journaal van deze reis die twee jaar duurde en waarbij men rond de hele wereld voer, wordt toegeschreven aan Van Walbeeck. 

### Brazilië
In 1629 vertrok Johan van Walbeeck naar Nederlands Brazilië. Hij werd lid van de politieke raad en voerde verkenningstochten op de kust uit.

### Curaçao (Bonaire, Aruba)
Onder leiding van de huurling Pierre Le Grand, een Franse hugenoot, werd met 400 soldaten en matrozen Curaçao op 31 juli 1634 veroverd op 32 Spanjaarden, inclusief twaalf kinderen. Het eiland was een kale rots, met hier en daar een wilde vijgenboom, geschikt voor paardenteelt. Verder leverde het eiland dividivi en stokvishout. De 400 lokale Taíno staken hun hutten in brand en bedierven de weinige waterputten. De Spanjaarden werden naar Venezuela gestuurd, inclusief de inheemse Arubanen, daar zij de WIC geen trouw wilden zweren. Van Walbeeck vroeg om een predikant, Angolese slaven en hout om een fort te kunnen bouwen.
De reden voor de inval en verovering was dat de WIC op zoek was naar een uitvalsbasis voor handel en kaapvaart. Curaçao lag gunstig ten opzichte van de Spaanse koloniën op het vasteland. Ook had het de beste haven tot dan toe bekend in het Caraïbisch gebied. Daarnaast zocht de WIC naar een goede bron van zout. Zowel op de kust van Venezuela als op Bonaire waren goede zoutpannen te vinden. Op Curaçao zelf was campêchehout (een grondstof voor een natuurlijke verf), vee, kalk en brandstof te vinden.
Na de verovering consolideerde de WIC zijn aanspraken, door fortificaties te bouwen. Omdat drinkwater van levensbelang was werd in 1634-35 een fort gebouwd bij de waterbron aan de noordoostkant van de Sint Annabaai. Dit fort bestond uit aarden wallen met een palissade en enkele stukken geschut. Rondom het fort werden voetangels gestrooid. In 1635-36 werd begonnen met de bouw van Fort Amsterdam op Punda. De eerste bouwfase werd onder leiding van admiraal Johan van Walbeek aangelegd in de vorm van een vijfpuntige ster en bestond uit een kern van aarde en koraal. Hiertegen werd een schil opgetrokken van met klei gemetseld koraal. Later werd deze schil opgetrokken uit metselwerk.
In 1636 veroverde van Walbeeck vanuit Curaçao de eilanden Bonaire en Aruba op de Spanjaarden. 
In de eerste drie jaren waren de leefomstandigheden voor de WIC'ers op Curaçao slecht. Voor voedsel en bouwmateriaal was men grotendeels afhankelijk van import uit Europa. De toevoer was zeer onregelmatig; er kon meer dan een half jaar voorbijgaan zonder aanvoer. Gevolg was dat veel loslopend vee werd gevangen en geslacht. Ander voedsel ging op rantsoen. Water moest vanaf de bron naar de Punda gebracht worden. Soldaten en oversten sliepen in uiterst eenvoudige behuizing; zeildoek werd opgespannen op enkele palen. Een deel van de soldaten werd door barre woonomstandigheden, slechte voedselvoorziening en het harde werk maar vooral door de eentonigheid en verveling ontevreden. Er leek muiterij op handen, maar dit werd door verhoging van rantsoenen en drankuitgave afgewend. Van Walbeek schreef naar de Heren XIX, dat hij aanraadde om de salarissen en rantsoenen te verhogen, omdat de soldaten niet waren aangenomen om fortificaties te bouwen.
Van Walbeeck was tot 1639 de eerste gouverneur van Curaçao. 

### Opnieuw Brazilië
In 1639 werd Van Walbeeck lid van de Hoge Raad in Brazilië. Hij verliet dat land in 1647 en stelde een vervanger aan voor het afhandelen van zijn zaken.

### Overlijden
Waarschijnlijk was Van Walbeeck getrouwd geweest met Elisabeth Kieft. Zij stierf in Amsterdam eind april 1649.
Er is over de laatste periode van Van Walbeeck's leven weinig bekend. Zo weten we niet waar en wanneer hij stierf. Hoewel in het archief van de eerste WIC nogal wat correspondentie van de hand van Van Walbeeck aanwezig is, is er tot dusver nog geen studie over hem verschenen.

## Monument
In 1934 is in de hoofdstad van Bonaire, Kralendijk, het zogeheten Van Walbeeck Monument geplaatst, een plaquete ter herinnering aan 300 jaar Nederlands gezag op Bonaire.
- Bibsys: 14020338
- International Standard Name Identifier: 0000 0003 9125 2520
- Library of Congress Control Number: no2014090993
- Nationale Bibliotheek van Tsjechië: ntk20201091278
- Nederlandse Thesaurus van Auteursnamen: 069754632
- Virtual International Authority File: 285075372
- WorldCat: E39PBJtX37MwqGY7QMGDd68Hmd